# Петров, Василий Прокопьевич
Василий Прокопьевич Петров (26 апреля 1915, Николаевка, Акмолинская область — 11 января 1991, Петропавловск) — советский работник мясоконсервной промышленности, Герой Социалистического Труда (1966).

## Биография
Родился в селе Николаевка Петропавловского уезда Акмолинской области (ныне — Есильский район, Северо-Казахстанская область).
Начал трудовую деятельность в 1930 году, всю жизнь проработал на Петропавловском мясоконсервном заводе.
Участник Великой Отечественной войны, служил разведчиком 1003-го гаубичного артиллерийского полка 50-й гаубичной артиллерийской бригады.
В 1966 году Василию Петрову было присвоено почётное звание «Заслуженный рационализатор Казахской ССР».
В 1975 года вышел на пенсию. Скончался 11 января 1991 года в Петропавловске. Похоронен на Новопавловском (старом православном) кладбище.

## Награды и звания
- Медаль «Серп и Молот»
- Орден Ленина
- заслуженный рационализатор Казахской ССР